# Фірсов Дмитро Борисович
Дмитро́ Бори́сович Фі́рсов (5 січня 1980 — 6 березня 2020) — лейтенант Збройних сил України, учасник російсько-української війни.

## Життєпис
Дмитро Фірсов народився 5 січня 1980 року в Грузії, в родині військовослужбовців. Згодом сім’я переїхала в Донецьк.
Після початку російської агресії він фактично одразу взяв до рук зброю й пішов обороняти рідну землю. Спочатку був добровольцем у батальйоні «Донбас», допомагав евакуйовувати українських бійців з іловайського котла. А за кілька місяців перейшов у 93-тю бригаду, яка стала для нього рідним домом у прямому й переносному сенсі. Адже у графі “домашня адреса” він зазначав номер військової частини.
Загинув 6 березня 2020 року під час виконання бойового завдання поблизу с. Кримське (Новоайдарський район на Луганщині) внаслідок підриву БМП на закладеному вибуховому пристрої. Ще троє військовослужбовців зазнали мінно-вибухових травм.
9 березня 2020 року похований на Алеї Слави міського кладовища Вінниці.
Залишились дружина та син.

## Нагороди та вшанування
- Указом Президента України № 671/2015 від 1 грудня 2015 року, «за особисту мужність і високий професіоналізм, виявлені у захисті державного суверенітету та територіальної цілісності України, вірність військовій присязі», нагороджений медаллю «Захиснику Вітчизни».[1]
- Медаль УПЦ КП «За жертовність і любов до України».
- Нагрудний знак «За оборону Донецького аеропорту».
- Нагрудний знак «За взірцевість у військовій службі» ІІІ ступеня.
- Указом Президента України № 601/2020 від 29 грудня 2020 року, «за особисту мужність і самовіддані дії, виявлені у захисті державного суверенітету та територіальної цілісності України», нагороджений орденом «За мужність» III ступеня (посмертно).[2]